# Ülgen Patera
La Ülgen Patera è una struttura geologica della superficie di Io.